# Formule 3000 v roce 1992
Formule 3000 v roce 1992 byla osmým ročníkem disciplíny Formule 3000. Uskutečnilo se 10 Velkých cen této formule a mistrem světa se stal italský jezdec Luca Badoer s vozem Reynard 92D.

## Pravidla
Boduje prvních 6 jezdců podle klíče:
- První – 9 bodů
- Druhý – 6 bodů
- Třetí – 4 body
- Čtvrtý – 3 body
- Pátý – 2 body
- Šestý – 1 bod

## Velké ceny
| Datum        | Závod                         | Vítěz             | Vůz         | Výsledky |
| ------------ | ----------------------------- | ----------------- | ----------- | -------- |
| 10. květen   | BRDC International Trophy     | Jordi Gené        | Reynard 92D | Výsledky |
| 7. červen    | Grand Prix Pau                | Emanuele Naspetti | Reynard 92D | Výsledky |
| 21. červen   | Barcelona                     | Andrea Montermini | Reynard 92D | Výsledky |
| 12. červenec | Gran Premio dell Mediterraneo | Luca Badoer       | Reynard 92D | Výsledky |
| 25. červenec | Hockenheim                    | Luca Badoer       | Reynard 92D | Výsledky |
| 23. srpen    | Nürburgring                   | Luca Badoer       | Reynard 92D | Výsledky |
| 29. srpen    | Spa                           | Andrea Montermini | Reynard 92D | Výsledky |
| 13. září     | Albacete                      | Andrea Montermini | Reynard 92D | Výsledky |
| 11. říjen    | Nogaro                        | Luca Badoer       | Reynard 92D | Výsledky |
| 18. říjen    | Magny Cours                   | Jean Marc Gounon  | Reynard 91D | Výsledky |